# ميخائيل أوين
ميخائيل أوين (بالإنجليزية: Michael Owen)‏ هو سياسي أسترالي، ولد في 13 يوليو 1962. انتخب عضو الجمعية التشريعية نيو ساوث ويلز.